# Jean-Cyril Spinetta
Jean-Cyril Spinetta (Parigi, 4 ottobre 1943) è un dirigente d'azienda francese, ex presidente e amministratore delegato della compagnia aerea Air France e del Gruppo Air France-KLM.

## Biografia
Nasce in una famiglia di origine corsa e socialista, suo nonno era il responsabile SFIO del dipartimento di Tarn, e suo padre, Joe, è stato un parente di Guy Mollet, che lo ha nominato Segretario di Stato per la ricostruzione e gli alloggi nel 1956.
Si è laureato presso l'Institut d'études politiques de Paris e si è diplomato anche presso l'École nationale d'administration.
Dal 1972 è responsabile del dipartimento investimento e sviluppo del Ministero dell'Educazione.
Nel 1981 è a capo del dipartimento informazione del primo ministro.
Dal 1984 si lega al politico Michel Delebarre di cui ricoprirà il ruolo di capo dello staff al Ministero del Lavoro e successivamente a quello degli Affari Sociali e Trasporti.
Dal 1990 intraprende la carriera manageriale, ricoprendo il ruolo di Presidente e Amministratore Delegato della compagnia aerea francese Air Inter.
Nel 1997 con la stessa carica trasloca alla guida della prima compagnia aerea del paese: l'Air France.
Dal 2004 è Presidente e Amministratore Delegato anche della nuova compagnia nata dopo la fusione con KLM: Air France-KLM.
Dal 2002 al 2007 siede anche nel consiglio di amministrazione di Alitalia – Linee Aeree Italiane in virtù dello scambio azionario del 2% tra le due aziende, sancito al momento dell'accordo commerciale.
Dal 2009 siede nel consiglio di amministrazione di Alitalia - Compagnia Aerea Italiana in virtù dell'acquisto da parte di Air France-KLM del 25% della compagnia aerea italiana.